# Halothane (maladie professionnelle)
Une intoxication à l'halothane est reconnue comme maladie professionnelle en France sous certaines conditions.
Cet article relève du domaine de la législation sur la protection sociale et a un caractère davantage  juridique que médical. 

## Régime général
| Fiche Maladie professionnelle | Fiche Maladie professionnelle | Fiche Maladie professionnelle |
| Ce tableau définit les critères à prendre en compte pour qu'une affection provoquée par l'halothane soit prise en charge au titre de la maladie professionnelle | Ce tableau définit les critères à prendre en compte pour qu'une affection provoquée par l'halothane soit prise en charge au titre de la maladie professionnelle | Ce tableau définit les critères à prendre en compte pour qu'une affection provoquée par l'halothane soit prise en charge au titre de la maladie professionnelle |
| Régime Général. Date de création : 17 septembre 1989 | Régime Général. Date de création : 17 septembre 1989 | Régime Général. Date de création : 17 septembre 1989 |
| Tableau N° 89 RG | Tableau N° 89 RG | Tableau N° 89 RG |
| Affection provoquée par l'halothane | Affection provoquée par l'halothane | Affection provoquée par l'halothane |
| --- | --- | --- |
| Désignation des Maladies | Délai de prise en charge | Liste indicative des principaux travaux susceptibles de provoquer ces maladies                                                                                  |
| Hépatite ayant récidivé après nouvelle exposition et confirmée par des tests biochimiques, après exclusion d'une autre étiologie.                               | 15 jours | Activités exposant à l'halothane, notamment en salles d'opération et d'accouchement.                                                                            |
| Date de mise à jour : | | |

## Sources spécifiques
- (fr) Tableau N° 89 des maladies professionnelles du régime Général

## Sources générales
- (fr) Tableaux du régime Général sur le site de l’AIMT
- (fr) Guide des maladies professionnelles sur le site de l’INRS